# Mher Hovhanisian
Mher Hovhanisian ou Hovhannisyan est un joueur d'échecs arménien puis belge né le 25 septembre 1978 et cinq fois champion de Belgique. 
Au 1er novembre 2018, il est le septième joueur belge avec un classement Elo de 2 467 points.

## Biographie et carrière
Mher Hovhanisian reçut le titre de maître international en 1998 et celui de grand maître international en 2018.
Il a remporté le championnat de Belgique d'échecs à cinq reprises (en 2009, 2010, 2015, 2017 et 2018).
Hovhanissian a représenté l'Arménie lors du championnat du monde d'échecs junior de 1998 (17e sur 34 joueurs).
Il a joué pour la Belgique lors des championnats d'Europe par équipe de 2015 (3,5/9 au premier échiquier) et 2017 (2/8 au premier échiquier) et de l'Olympiade d'échecs de 2018 à Batoumi (3,5/7 au cinquième échiquier).